# Stanley Praimnath
Stanley Praimnath es un superviviente del atentado del World Trade Center el 11 de septiembre de 2001. Praimnath trabajaba como ejecutivo del Banco Fuji en el piso 81 de la Torre Sur, el segundo edificio en ser atacado. Fue uno de los cuatro únicos supervivientes de la Torre Sur por encima de la planta 81.

## Eventos
Cuando la Torre Norte fue golpeada por el Vuelo 11 de American Airlines, Praimnath iba a abandonar su oficina del piso 81 en la Torre Sur, pero regresó cuando los guardias de seguridad del edificio le dijeron que la Torre Sur era segura, y que podía regresar a su oficina. Nadie se dio cuenta, en ese momento, de que era un avión lo que había golpeado a la Torre Norte. Poco después de volver a entrar en su despacho, vio El United 175 dirigiéndose directamente hacia él. Justo antes del impacto, se cubrió debajo de la mesa y exclamó: "Señor, ¡yo no puedo hacer esto! ¡Me encomiendo a ti!". El ala izquierda destruyó su oficina y quedó alojada en una puerta, a seis metros de Stanley. Praimnath fue herido y cubierto de escombros, pero se enteró de que Brian Clark y un grupo de personas discutían cerca si se debía descender a través de la zona de impacto a través del hueco de la escalera, lo que les habían dicho que estaba intransitable, o subir a la azotea, por lo que llamó la atención de Clark. Cuando Clark liberó a Praimnath, el grupo ya se había ido camino de la azotea. Los dos hombres sin embargo decidieron bajar por la escalera y se encontraron que, aunque las paredes estaban demolidas, las propias escaleras de hormigón permanecían intactas. Ellos fueron dos de los cuatro supervivientes que estaban por encima de la zona de impacto.
- Datos: Q2331775